# Tomáš Moravec
Tomáš Moravec (* 21. ledna 1982 Cheb) je český autor, překladatel a občasný novinář.
Po studiích sociální a kulturní antropologie na Západočeské univerzitě v Plzni a na Eberhard-Karlově univerzitě v německém Tübingenu, kde se zbýval mj. německou a německo-tureckou literaturou, pracoval v letech 2008–2014 jako tiskový mluvčí plzeňského science centra Techmania. Působil zde i jako šéfredaktor již zaniklého magazínu Techmaniak.
Od roku 2014 pracuje jako redaktor a pověřenec pro práci s veřejností v Goethe-Institutu Česká republika. Je autorem řady článků o literatuře, reáliích či osobnostech z německojazyčného kulturního prostředí, jako jsou Franz Kafka, Friedrich Hölderlin, sklář Rudolf Schröter a další. Pro Hospodářské noviny vedl několik obsažných rozhovorů s představiteli německojazyčné kultury a obchodu. Z němčiny a do němčiny přeložil řadu drobnějších i rozsáhlejších textů. V roce 2021 vydal časopis Harmonie pod názvem Hudba je můj svět, hudba je můj život jeho překlad německé knihy vzpomínkových rozhovorů s nizozemským dirigentem Bernardem Haitinkem. V roce 2022 vydalo nakladatelství Cpress jeho knihu Černý Bert – příběhy ze života nehorázně spokojeného psa, která je shrnutím populárního online blogu.